# King Sterndale
King Sterndale – wieś w Anglii, w hrabstwie Derbyshire, w dystrykcie High Peak. Leży 45 km na północny zachód od miasta Derby i 226 km na północny zachód od Londynu.